# Ле-Моль
Ле-Моль (фр. Le Môle) — гора в департаменте Верхняя Савойя во Франции, которая возвышается рядом с городом Боннвиллем и окружена коммунами Эз, Латур, Сен-Жан-де-Толом, Маринье, Сен-Жуа-ан-Фосиньи, Вью-ан-Салла, Пейонне, Фосиньи. Высота горы — 1863 м, благодаря чему хорошо видна во всём регионе. Хотя гора Ле-Моль в Верхней Савойи считается маленькой, она имеет важное географическое значение — отделяет долину реки Арв, которая протекает на юге и западе, от долины реки Жифф, протекающей на севере и юго-востоке, а также возвышается на южном подходе к Женевскому бассейну.